# Boulevard Maricourt
Le boulevard Maricourt est un boulevard surtout résidentiel de l'arrondissement Saint-Hubert de la ville de Longueuil sur la Rive-Sud de Montréal.

## Situation et accès
Le boulevard Maricourt qui se divise en deux parties débute un peu au nord de l'autoroute de l'Acier (30) près de la rue Roland. Il traverse Saint-Hubert du sud au nord où la première partie se termine en cul-de-sac un peu au nord de la montée Saint-Hubert précisément quelques mètres après la rue Jasmin. La deuxième partie longue de 220 mètres débute à la rue Soucy et se termine à la rue Murray et est située dans le secteur Laflèche. Ce boulevard et son "frère" le boulevard Kimber ont la particularité d'être séparés avec accès limités par la voie ferrée du Canadien National. Ces accès pour passer d'un côté à l'autre de la voie ferrée sont du sud au nord: Sud de la rue Roland, la rue Cornwall (piétons et cyclistes seulement), le boulevard Gaétan-Boucher (viaduc), la rue Aurèle (piétons et cyclistes seulement), la montée Saint-Hubert et la rue Soucy. 

## Origine du nom
Le boulevard Maricourt a été nommé en l'honneur de Paul Le Moyne, sieur de Maricourt (1663-1704) capitaine d'une compagnie de la Marine.

## Historique
Bien que le boulevard Maricourt ne soit pas une voie historique majeure comme le chemin de Chambly, il s'inscrit dans le développement urbain de Longueuil au XXe siècle, notamment avec l'expansion résidentielle et industrielle de Saint-Hubert. Au fil du temps, la voie a été dénommée « boulevard du Grand-Tronc », « boulevard Edna » et « boulevard Ina-Vermonts » avant de prendre sa dénomination actuelle.